# Река Керлью
Река Керлью (англ. Curlew River) — сочинение английского композитора Бенджамина Бриттена, одна из притч его сборника «Притчи для исполнения в церкви», Ор. 71 (1964). Притча написана для камерного ансамбля певцов и септета музыкальных инструментов. 

## История создания
Литературно-сценической основой для притчи стал средневековый спектакль «Сумидагава» («Река Сумида») традиционного японского театра но. До XX века все роли в этом театре исполнялись только мужчинами. Вот, как сам композитор рассказывал о создании "Реки Керлью":

В 1956 году я впервые увидел средневековую пьесу театра но в Токио, и мне повезло за свой короткий визит туда увидеть два представления по одной пьесе — „Сумидагава“ Юро Мотомасы. Это произвело на меня огромное впечатление: простая, трогательная, лаконичная история, сильно замедленное действие, изумительное мастерство и самообладание артистов, красивые костюмы, смесь распевов, речи и пения, которые, в сочетании с тремя инструментами, создают странную музыку — всё это даёт абсолютно новое „оперное“ переживание. Там не было дирижёра — инструменталисты сидели на сцене, как и хор, а главные герои выходили вдоль длинной рампы. Свет был строго не театральный. Все роли исполняли мужчины, единственный женский персонаж был в изысканной маске, под которой был прекрасно виден мужской подбородок.
В последние годы я все время помнил об этой пьесе. Было ли там что-то — и много ли? — что можно было извлечь? Полная самоотверженность и мастерство артистов было примером для любого певца и актёра в любой стране и на любом языке. Можно ли было взять только простую историю — историю обезумевшей матери, разыскивающей потерянное дитя — но перенести её на английскую почву (чтобы избежать стилизации под древнюю Японию)? Похожа ли на неё средневековая религиозная драма в Англии: духовные лица, только мужчины, простое аскетичное исполнение в церкви — ограниченное количество инструментов в аккомпанементе — притча? Так мы пришли от „Сумидагавы“ к „Реке Кёрлью“ и Церкви на Болотах, но с той же историей и похожими героями. В Токио музыка была древней японской музыкой, бережно сохранённой последующими поколениями, здесь же я начал с восхитительного григорианского хорала "Те lucis ante terminum", и из него, можно сказать, и выросло всё моё сочинение.

Ничего особенно японского в Притче, которую мы написали с Уильямом Пломером, не осталось, но если сцена и публика смогут запечатлеть хотя бы половину напряжения и наполненности первоисточника, мне будет этого достаточно— Предисловие Бриттена к опере
.

## Действующие лица
| Партия         | Голос                        |
| -------------- | ---------------------------- |
| Безумная мать  | тенор                        |
| Паромщик       | баритон                      |
| Путник         | баритон                      |
| Аббат          | бас                          |
| Дух мальчика   | дискант                      |
| Хор пилигримов | 3 тенора, 3 баритона, 3 баса |

## Содержание
Безумная женщина, которая разыскивает своего пропавшего сына, хочет переправиться через реку Кёрлью. Паромщик сначала не соглашается везти сумасшедшую, но пилигримы уговаривают его не отказывать бедной женщине. Эти люди — паломники, которые едут на могилу мальчика, погибшего здесь год назад. По пути Паромщик рассказывает историю: жестокий человек выкрал ребёнка из дома на Чёрных горах. Однако мальчик был слабый и больной, и похититель бросил его на берегу реки Кёрлью. И хотя местные жители выхаживали его, как могли, мальчик всё-таки умер. Теперь его могила считается священной. Из рассказа Паромщика становится ясно, что этот мальчик и есть сын Безумной женщины. Безумная убита горем. Пилигримы убеждают её прочесть молитву на надгробии ребёнка. И тогда Дух мальчика предстает перед ней, чтобы облегчить её страдания.

## Особенности музыкального языка[2]
Музыкальная стилистика этой притчи (как и двух других — «Блудный сын» и «Пещное действо») Бриттена архаизирована: респонсорные хоры, антифоны, гетерофония (в том числе в манере экзотической сонорности гагаку) и раннеевропейское многоголосие, церковные лады, барочные риторические фигуры, пентатоника, звукоряды балинезийского и яванского гамелана. Главенствует григорианский хорал (все три взяты из собрания Liber usualis). В нём — тематическая завязь и стилевая основа всех трёх партитур. Григорианика в опере — явление уникальное. До бриттеновских притч насыщение современной оперы атрибутикой духовной музыки ещё не приобретало столь высокой степени концентрации.
Все три партитуры написаны филигранно-отточенным штрихом. В «Реке Кёрлью» семь, а в «Пещном действе» и «Блудном сыне» восемь инструменталистов. Флейта (дублируемая piccolo) — валторна — альт — контрабас — арфа — орган-позитив — набор ударных (пять маленьких барабанчиков) составляют основу партитур. В «Реке Кёрлью» каждый инструмент имеет свой прототип в ритуальной музыке гагаку и может быть представлен в качестве его европейского аналога. Например, флейта лидирует в ансамбле, наподобие флейты нокан, а звучание органа-позитива призвано напомнить миниатюрный духовой губной орган сё, его культовая функция в музыке гагаку аналогична литургическому предназначению европейского органа. Таковы же и звучащие в момент чуда колокольчики из буддийских культовых церемоний и из мираклей (у Бриттена — предфинальная фаза композиции: исцелении безумной матери; спасение юношей; обретение сына).
В то же время стилистика опер-притч парадоксально соприкасается с современными им композиторскими техниками: сонористикой, алеаторикой, минимализмом.

## Постановки
1964 год.
Постановка English Opera Group (Великобритания). Музыкальный руководитель — Бенджамин Бриттен. Безумная мать — Питер Пирс, Паромщик — Джон Ширли Квирк, Путник — Брайан Дрейк, Аббат — Харольд Блэкберн, Дух мальчика — Брюс Вебб.
2013 год.
Постановка Mahogany Opera (Великобритания), совместно с Aurora Orchestra и Jubilee Opera. Режиссёр — Фредерик Уэйк-Уолкер, музыкальный руководитель — Роджер Виньол, художник — Китти Кэлистер, художник по свету — Бен Пейн, ассистент режиссёра — Эндрю Дикинсон. Исполнители: Аббат — Лукас Якобски, Паромщик — Родни Эрл Кларк, Путник — Сэмьюэль Эванс, Безумная мать — Джеймс Гилчрист, Дух мальчика — Уильям Роуз, Лукас Эванс, Отто Ричардсон, Элфи Эванс, Тео Кристи.